# Caranx melampygus
Caranx melampygus là một loài cá biển lớn, phân bố rộng rãi được phân loại trong họ, Carangidae. Loài cá này phân bố trên khắp vùng biển nhiệt đới của Ấn Độ Dương và Thái Bình Dương, trải dài từ Đông Phi ở phía Tây đến Trung Mỹ ở phía đông, bao gồm Nhật Bản ở phía bắc và Úc ở phía nam. Loài này phát triển đến chiều dài tối đa đã biết là 117 cm và trọng lượng 43,5 kg, tuy nhiên, rất hiếm có cá thể dài trên 80 cm. Chúng sinh sống ở cả môi trường trong bờ như vịnh, đầm và ám tiêu nông, cũng như các rạn san hô sâu hơn ngoài khơi, đảo san hô vòng và các bombora. Cá con thích vùng nước nông hơn, được bảo vệ, thậm chí xâm nhập vào cửa sông trong thời gian ngắn ở một số địa điểm.